# Гиббонс, Джун и Дженнифер
Джун Ги́ббонс (11 апреля 1963) и Дже́ннифер Ги́ббонс (11 апреля 1963 — 9 марта 1993), также известные как «The Silent Twins» — монозиготные близнецы, родившиеся в Йемене и выросшие в Уэльсе. Прозвище «The Silent Twins» (тихие, молчаливые близнецы) получили за то, что предпочитали общаться только друг с другом. Пробовали писать художественные произведения; впоследствии были осуждены за уголовное правонарушение. Из-за нежелания разговаривать с кем-либо обе женщины по решению суда вместо тюрьмы были помещены в психиатрическую лечебницу, где пробыли 14 лет.

## Детство
Джун и Дженнифер были дочерьми чернокожих карибских иммигрантов Обри и Глории Гиббонс. Глория была домохозяйкой, а Обри работал техником в Королевских ВВС Великобритании. Вскоре после рождения в Адене (Йемен) дочерей семья переехала в городок Хаверфордуэст, расположенный в Уэльсе. У близнецов были старшие сестра Грета и брат Давид. Позднее появилась младшая сестра Рози.
Сёстры-близнецы были неразлучны, и их высокоскоростная особая манера общения затрудняла другим людям их понимание. Будучи единственными чернокожими детьми в общине, в школе они подвергались остракизму. Это было заметно настолько, что учителя отпускали их с занятий раньше, дабы они могли избежать издевательств. В это время язык, на котором они общались между собой, стал ещё более своеобразным, совершенно непонятным для других; этот язык квалифицируется как криптофазия — особый вариант общения, понятный лишь в паре близнецов. В конце концов, близнецы перестали разговаривать с кем-либо, кроме друг друга и их младшей сестры Розы. Попытка расшифровать их речь, записанную на магнитофон, показала, что девочки говорят по-английски, но на такой скорости, что непривычный человек не может различить слова.
Когда сёстрам исполнилось 14 лет, несколько терапевтов безуспешно пытались заставить их общаться с другими людьми. Чтобы сломать замкнутость, их отправили в разные школы-интернаты, но после разделения обе девочки впали в кататонический ступор.

## Творчество
После воссоединения сёстры на несколько лет фактически самоизолировались — не покидали своей комнаты, где устраивали кукольные представления. Они создали много пьес и рассказов в стиле «мыльной оперы», начитали некоторые из них вслух на магнитофон в качестве подарков для младшей сестры Розы. Посчитав такие подарки на Рождество 1979 года особенно удачными, сёстры решили стать писательницами. Каждая написала по несколько романов. Действие этих романов в основном происходило в Соединенных Штатах, а персонажи проявляли странное и часто преступное поведение.
В написанном Джун «Пепсикольном наркомане» (Pepsi-Cola Addict) учительница соблазняет старшеклассника, после чего он попадает в колонию для несовершеннолетних, где становится жертвой гомосексуального охранника. В написанном Дженнифер «Борце» (The Pugilist) врач для спасения своего ребёнка убивает жившую в их семье собаку — чтобы получить сердце для пересадки. Дух собаки переселяется в ребёнка и начинает мстить отцу. Дженнифер также написала рассказ «Дискомания» (Discomania), повествующий о молодой женщине, которая обнаруживает, что атмосфера местной дискотеки побуждает к «безумному насилию».
Свои романы они опубликовали за свой счёт и пытались распространять их по почте; короткие рассказы много раз предлагали журналам, но безуспешно.

## Госпитализация
Непродолжительная бурная жизнь с ребятами (сыновьями военнослужащих той же базы, где работал отец) быстро закончилась — сёстры совершили ряд преступлений, включая поджог. Их госпитализировали в психиатрическую больницу повышенной безопасности Бродмур (графство Беркшир), где они затем пробыли 14 лет. Джун считала причиной столь сурового приговора свою избирательную неразговорчивость: «Несовершеннолетние правонарушители получают два года в тюрьме [за аналогичные проступки] … Мы получили 12 лет ада, потому что мы не говорили… Мы потеряли всякую надежду. Я написала письмо королеве, просила её вытащить нас, но мы оказались в ловушке». Из-за больших доз психотропных препаратов сёстры постоянно были не в состоянии сосредоточиться. У Дженнифер, по-видимому, развилась поздняя дискинезия (неврологическое расстройство, приводящее к непроизвольным, повторяющимся движениям). Вероятно, им были назначены другие лекарства, что позволило сёстрам продолжать вести объёмные дневники, начатые в 1980 году, они смогли присоединиться к больничному хору, но потеряли интерес к литературному творчеству.
Случай с госпитализацией получил известность из-за освещения в газете The Sunday Times журналисткой Марджори Уоллес. Также британский таблоид The Sun кратко рассказал об этой истории, озаглавленной «Genius Twins Will Speak» (Гениальные близнецы заговорят). Сёстры также стали героями телевизионной драмы 1986 года «The Silent Twins» (тихие, молчаливые близнецы), транслировавшейся на BBC Two в рамках сериала Screen Two, и документального фильма «Silent Twin — Without My Shadow» (Молчаливые близнецы — Без моей тени), который транслировался на BBC One в сентябре 1994 года.

## Смерть Дженнифер
По словам журналистки Марджори Уоллес, у девушек было давнее соглашение, что, когда кто-то из них умрёт, другая должна начать говорить и жить нормальной жизнью. Во время их пребывания в больнице сёстры стали верить, что необходима смерть одной из них. После долгих обсуждений Дженнифер согласилась принести свою жизнь в жертву . В марте 1993 года близнецы были переведены из Бродмура в более открытую клинику Касвелла в Бридженде (Уэльс). По прибытии Дженнифер не могли разбудить. Её отвезли в больницу, где она вскоре умерла от острого миокардита. В крови не было найдено наркотиков или яда, её смерть остаётся загадкой. На дознании Джун сказала, что Дженнифер начала странно себя вести примерно за день до переезда, её речь прерывалась, и она сказала, что умирает. При переезде в Касуэлл она спала на коленях Джун. Спустя несколько дней Уоллес навестила Джун, отметив, что та «была в странном настроении». Она сказала: «Наконец-то я свободна, освобождена, и, наконец, Дженнифер отказалась от своей жизни для меня».
После смерти Дженнифер Джун дала интервью Harper's Bazaar и The Guardian. До 2008 года она жила спокойно и независимо, рядом с родителями в Западном Уэльсе. Она больше не контролировалась психиатрическими службами, была принята сообществом и стремилась оставить прошлое позади. Её старшая сестра Грета в интервью 2016 года сказала, что семья была глубоко обеспокоена заключением девочек. Грета обвинила сотрудников Бродмура в том, что они разрушили жизнь её сестёр, не заботились о здоровье Дженнифер, заявив: «Если бы это была я, я подала бы в суд на Бродмур». Но родители Обри и Глория отказались от разбирательств, заявив, что это не вернёт Дженнифер.